# Manuel Malagrida i Fontanet
Manuel Malagrida i Fontanet (* 20. April 1864 in Olot; † 15. Mai 1946 in Barcelona) war ein katalanischer Tabakwarenproduzent und Mäzen der Stadt Olot.

## Leben und Werk
Manuel Malagrida wanderte 1890 von Olot nach Argentinien aus. Er gründete ein kleines Tabakwarengeschäft, das sich im Laufe der Zeit zu einem wichtigen Tabakwarenunternehmen entwickelte. Um seine Tabakwaren zu bewerben, rief er 1900 die Marke „Cigarrillos París“ ins Leben und bewarb diese mit umfassenden Plakataktionen. 1913, mittlerweile reich geworden, kehrte er nach Katalonien zurück und ließ sich wieder in seiner Heimatstadt nieder.
In der zeit von 1916 bis 1925 erschloss und urbanisierte er im Südwesten der alten Innenstadt von Olot auf beiden Seiten des Fluvià die Gartenstadt, die heute den Namen „Eixample Malagrida“ („Erweiterung Malagrida“) trägt. Der Architekt Joan Roca i Pinet plante die sternförmige Bebauung und war auch an der Umsetzung beteiligt. Als Hommage an die Gemeinsamkeiten von Spanien und Südamerika benannte er die Brücke über den Fluvià „Pont de Colomb“ (Kolumbus-Brücke). Die Hauptplätze sowie die von ihnen abgehenden Straßen und Alleen tragen Namen aus verschiedenen spanischen Regionen und Süd- und mittelamerikanischen Ländern wie „Avinguda de València“ oder „Avinguda de Xil·le“. Im März 1988 wurde gegenüber dem „Torre Malagrida“, dem Stammhaus der Familie Malagrida in Olot (heute als Jugendherberge genutzt), die Bebauung im Stil einer Garten- bzw. Parkstadt durch eine große Rondellbebauung um die „Placa Manuel Malagrida“ durch den Architekten Ramón Fortet i Brú erweitert.
Auch die „Casa Malagrida“ am Passeig de Gràcia in Barcelona zollt mit der Gegenüberstellung des Andenkondors und des Pyrenäenadlers sowie der Büsten des ersten gesamtargentinischen Präsidenten Bartolomé Mitre und Christoph Kolumbus der spanisch-südamerikanischen Verbundenheit Tribut.

Manuel Malagrida i Fontanet
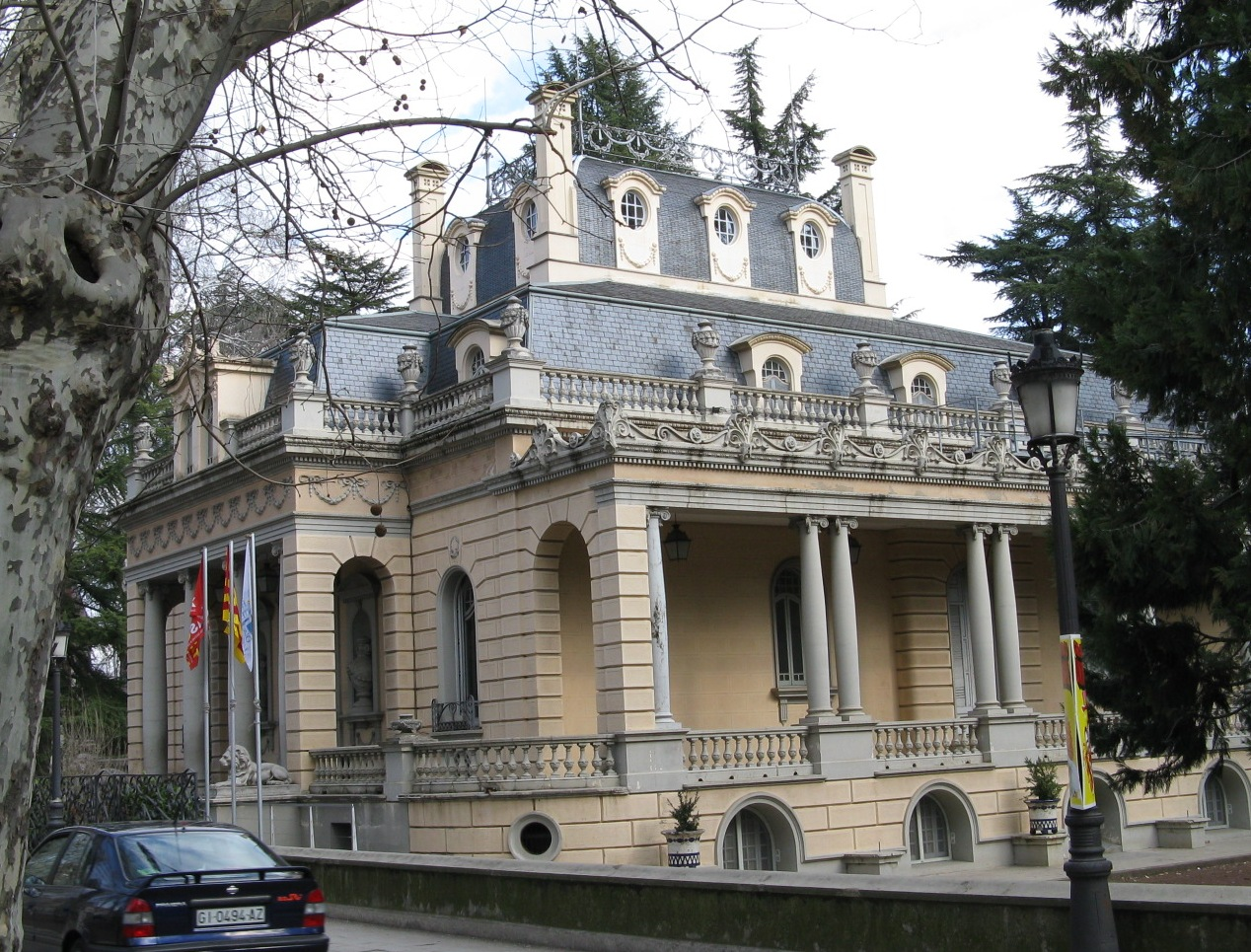
Die Villa Torre Malagrida in Olot (heute als Jugendherberge genutzt)
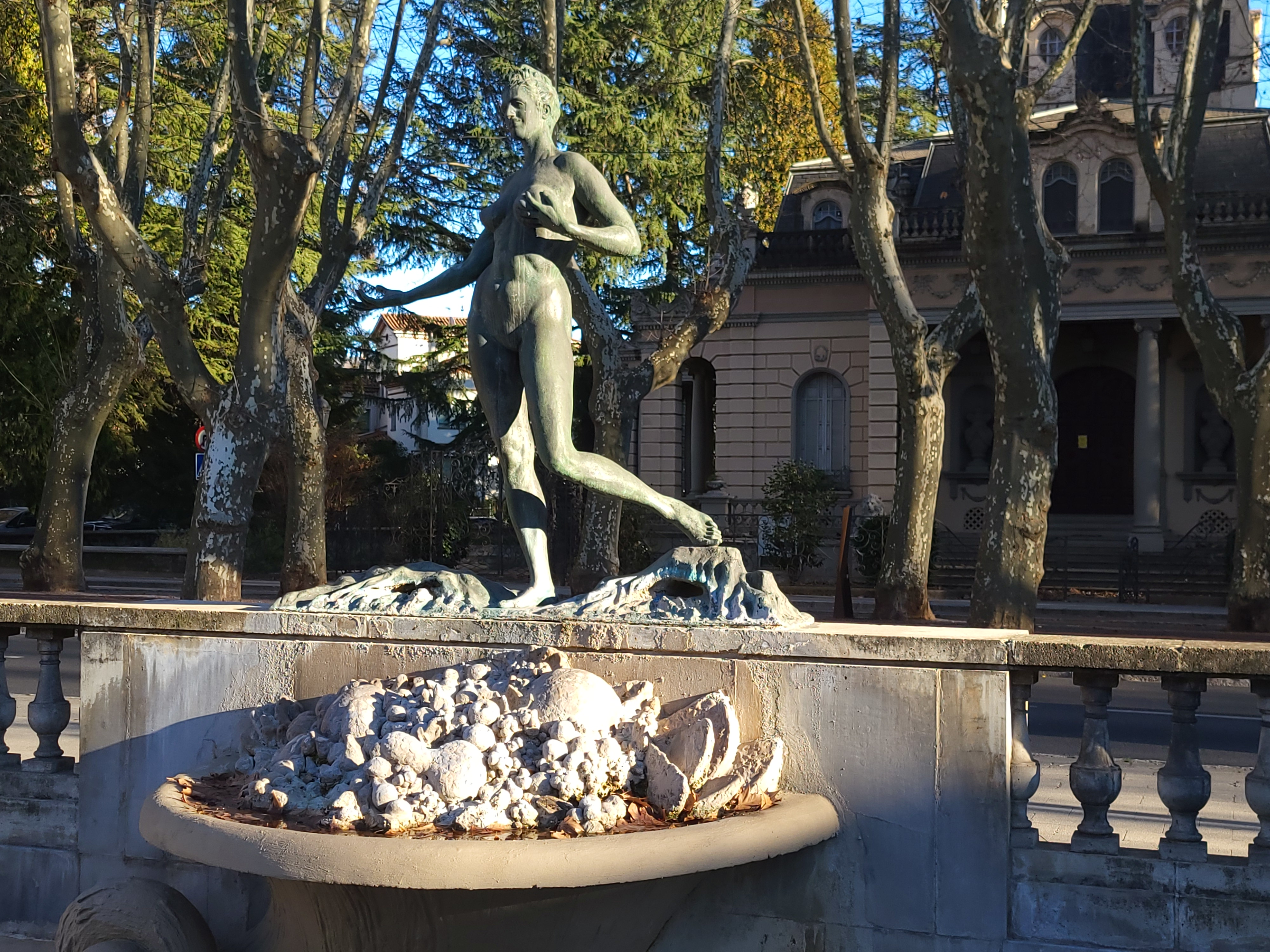
Weibliche Skulptur von Santiago Planella i Domènec (* 1961) zwischen der Villa und der Plaça Manuel Malagrida in Olot
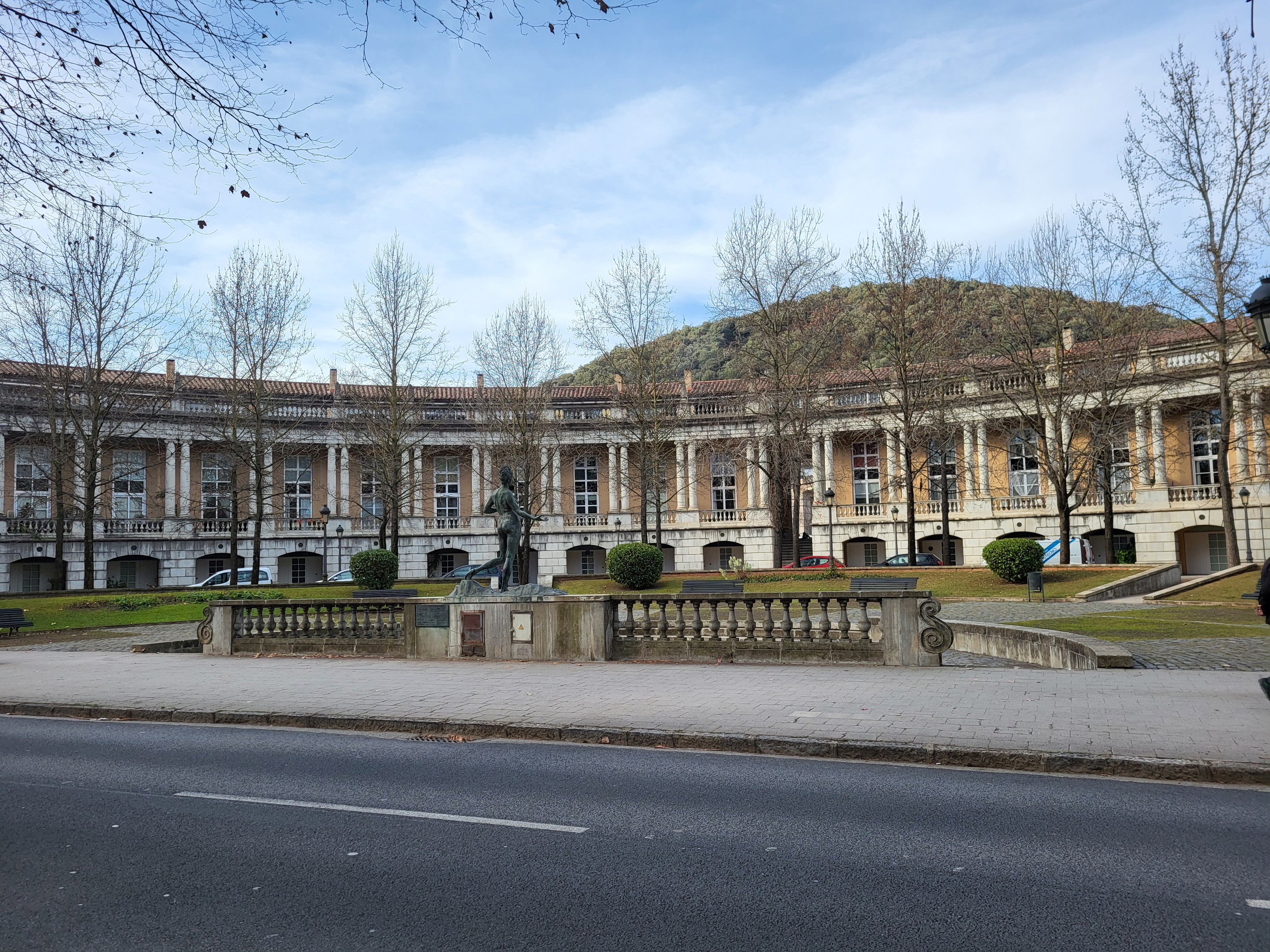
Rondellbebauung an der Plaça Manuel Malagrida in Olot (1988 durch Ramón Fortet i Brú)
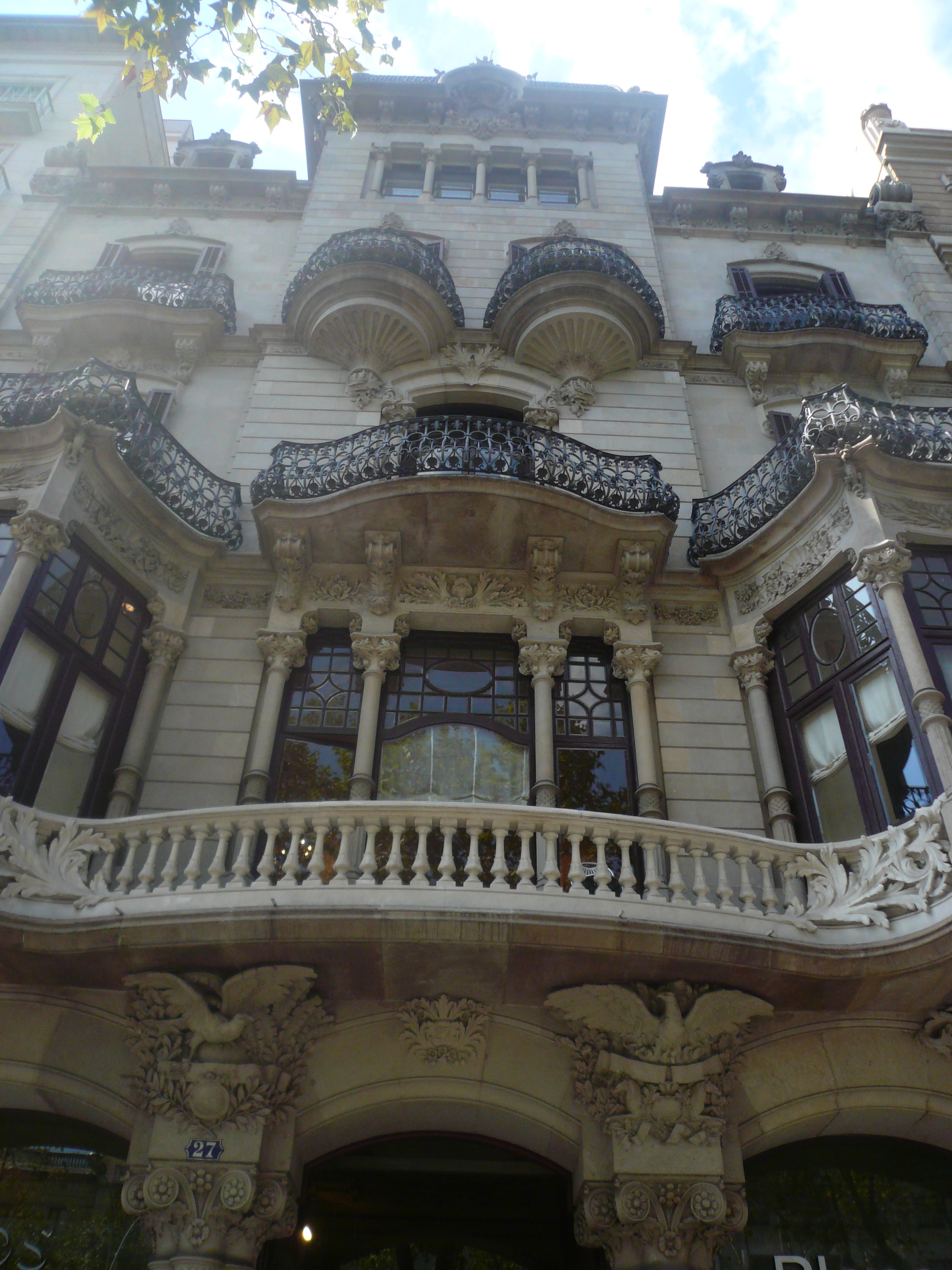
Die Casa Malagrida am Passeig de Gràcia in Barcelona
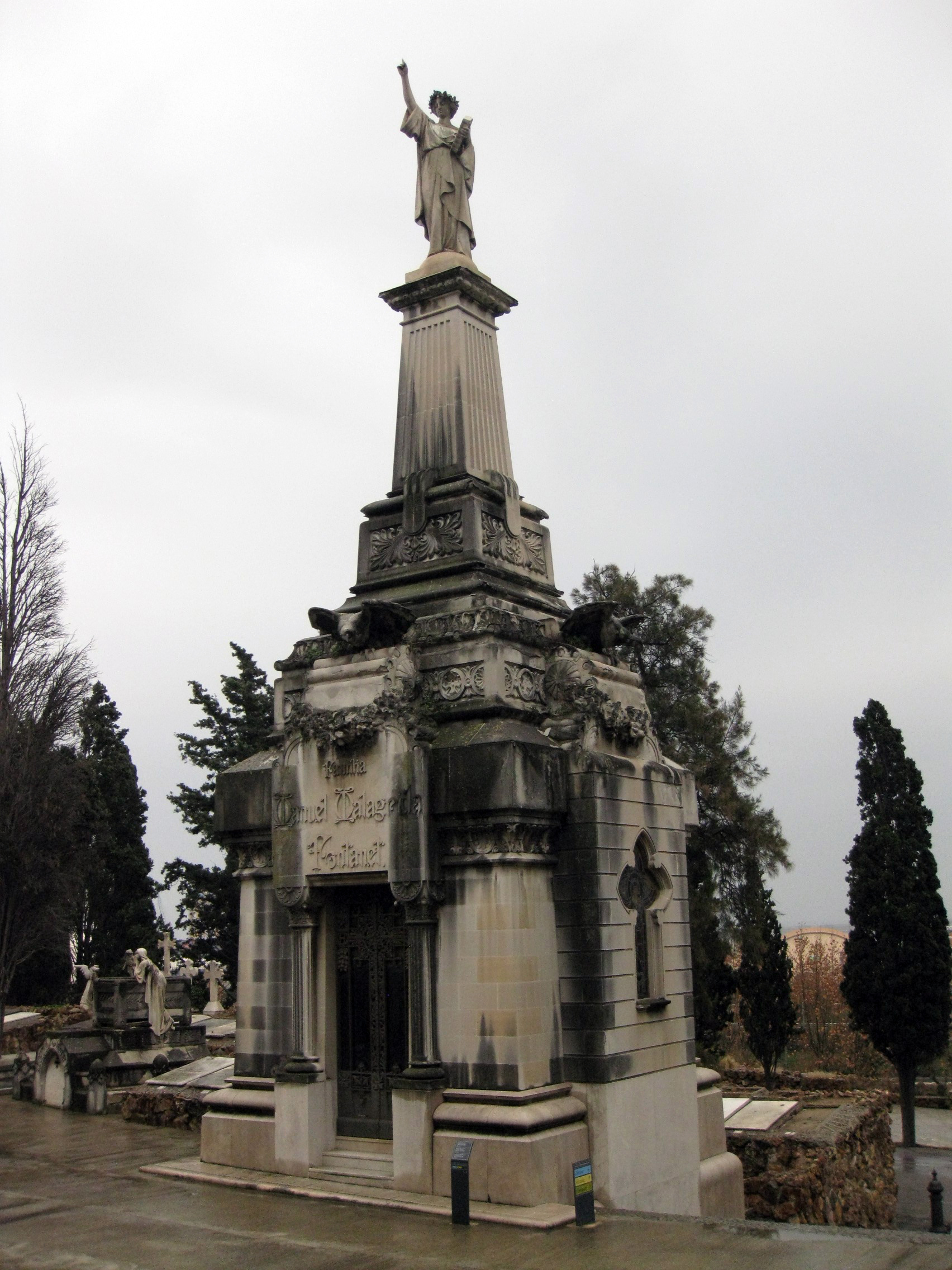
Das Pantheon für Manuel Malagrida von Lluís Callén i Corzán (1865–1952) auf dem Friedhof von Montjuïc in Barcelona